# Konkurs Hartley-Merrill
Konkurs scenariuszowy Hartley-Merrill – jeden z najbardziej znanych konkursów scenariuszowych na świecie organizowany od 1989 roku, początkowo skierowany tylko na teren byłego ZSRR, obecnie organizowany w 21 krajach. Polska edycja jest organizowana od 1992 roku. W 2010 organizatorzy międzynarodowi zadecydowali o jego zakończeniu, jednak w Polsce kontynuowany jest pod zmienioną nazwą Script Pro.
Pomysłodawcami konkursu byli Ted Hartley, prezes RKO Radio Pictures, i jego żona Dina Merrill.

## Laureaci polskiej edycji Hartley-Merrill
- 1992 – Andrzej Dziurawiec za scenariusz Judasz ze Lwowa''[2]
- 1994 – Cezary Harasimowicz za scenariusz Bandyta
- 1996 – Tomasz Wiszniewski i Robert Brutter za scenariusz Tam, gdzie żyją Eskimosi[3]
- 1997 – Andrzej Gołda za scenariusz Biedroneczko, biedroneczko
- 1998 – Henryk Dederko za scenariusz Bajland
- 1999 – Piotr Wereśniak za scenariusz Stacja
- 2000 – Agnieszka Krakowiak za scenariusz Cyganka
- 2002 – Mariusz Sykut za scenariusz Skrzywdzeni i Grażyna Trela za scenariusz Siedem dziewcząt z Albatrosa
- 2003 – Grzegorz Łoszewski za scenariusz Komornik
- 2004 – Robert Krzempek za scenariusz PIT
- 2005 – Anna Jadowska za scenariusz Z miłości
- 2006 – Maciej Adamek za scenariusz Zdjęcie
- 2007 – Marcin Wrona i Grażyna Trela za scenariusz Tamagotchi
- 2008 – Michał Rogalski za scenariusz Letnie przesilenie